# 시네월드
시네월드(Cineworld) 또는 시네월드 그룹(Cineworld Group)은 영국 런던에 본사를 둔 영국의 영화관 운영사이다. AMC 시어터스에 이어 세계에서 두 번째로 큰 영화관 체인으로, 불가리아, 체코, 헝가리, 아일랜드, 이스라엘, 폴란드, 루마니아, 슬로바키아, 영국, 미국 등 10개국에 747개 지점에 9,139개 스크린을 보유하고 있다. 이 그룹의 주요 브랜드는 영국과 아일랜드의 시네월드 시네마스와 픽처하우스, 동유럽과 중부유럽의 시네마시티, 이스라엘의 플래닛, 미국의 레갈시네마스(Regal Cinemas)이다.
2018년 3월 기준 시네월드는 박스 오피스 시장 점유율(수익 기준) 기준으로 영국의 선도적인 영화관 운영사였다. 당시에는 99개 영화관과 1,017개 이상의 스크린을 운영했으며, 여기에는 스크린과 고객 기반 기준으로 아일랜드에서 가장 큰 멀티플렉스인 시네월드 더블린(Cineworld Dublin)이 포함된다. 시네월드 글래스고 렌프루 스트리트는 세계에서 높이가 가장 높은 영화관이며, 고객 기반 기준으로 영국에서 가장 분주한 영화관이다.